# Poble Lliure

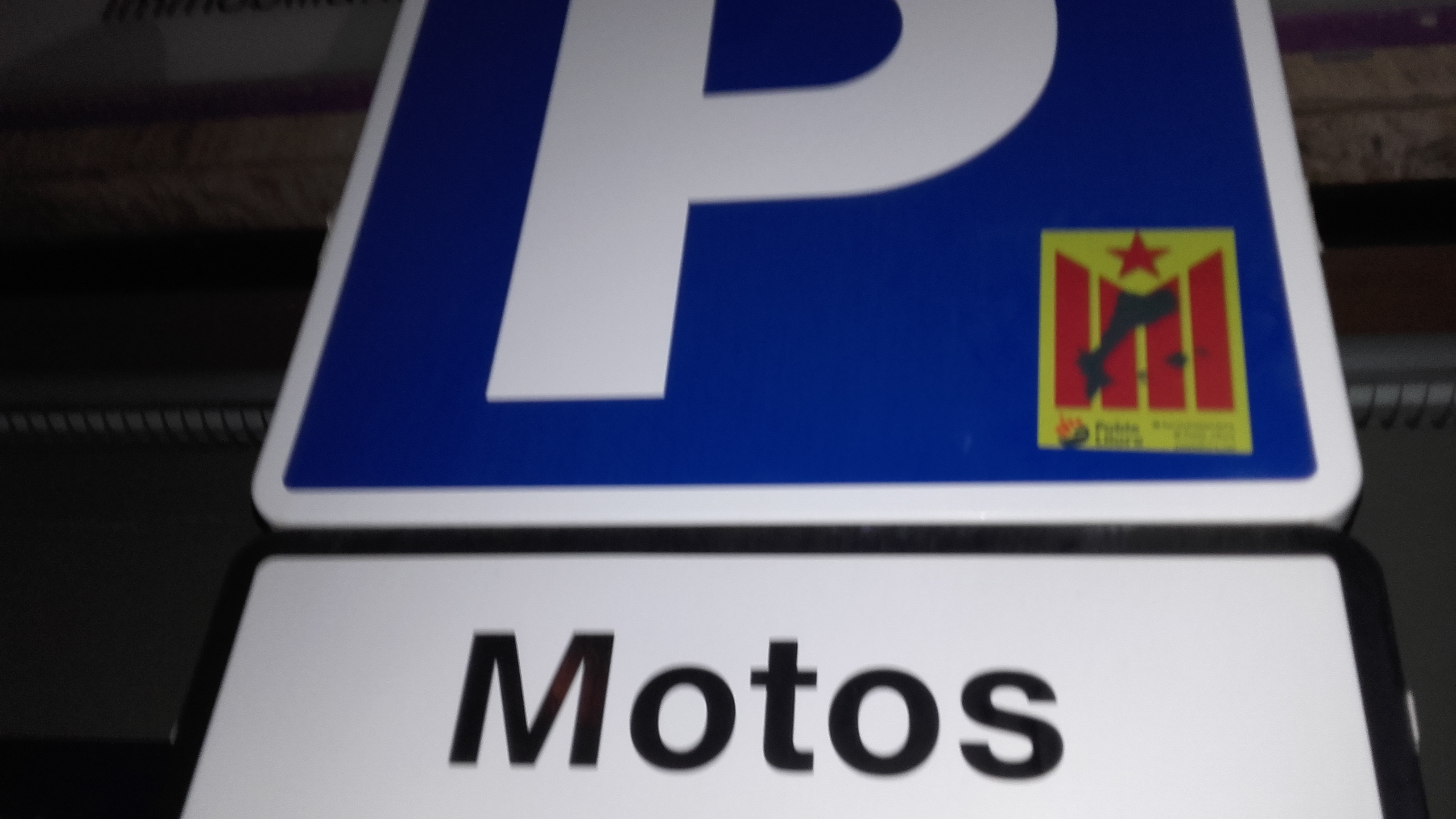
Pegatina de Poble Lliure en una señal de tráfico.

Poble Lliure (PL-PPCC; 'Pueblo Libre' en castellano) es una organización independentista pancatalanista con actividad en las comunidades autónomas de Cataluña, las islas Baleares y la Comunidad Valenciana, desde donde defiende una estrategia de unidad popular con otras organizaciones. Es considerada sucesora del brazo político de la organización terrorista Terra Lliure.[cita requerida] En su fundación, la organización reconoció a la Candidatura d'Unitat Popular (CUP) como máxima expresión y referente de esta unidad popular.[cita requerida]
El portavoz nacional de Poble Lliure es Guillem Fuster.

## Historia
La Asamblea Constituyente de Poble Lliure se celebró en el Centro Cívico de la La Sedeta de Barcelona el 30 de noviembre de 2014 con la participación de militantes históricos de la izquierda independentista catalana de las décadas de 1980 y 1990, militantes del Moviment de Defensa de la Terra (MDT) y de Maulets, de sindicatos estudiantiles y de personas vinculadas a movimientos de defensa del territorio, vivienda y derechos sociales. La organización está también vinculada a los sectores de la izquierda independentista catalana que en su momento se mostraron partidarios de concurrir a las elecciones autonómicas y europeas. 
La iniciativa surgió como respuesta al manifiesto Nous temps, noves eines. Per la independència, pel socialisme, pels Països Catalans: ni un pas enrere (Nuevos tiempos, nuevas herramientas. Por la independencia, por el socialismo, por los Países Catalanes: ni un paso atrás) publicado el 18 de octubre de 2014 y firmado por miembros de la izquierda independentista y movimientos populares, entre ellos:  Julià de Jòdar, Toni Infante, Blanca Serra, Albert Botran, Miquel López Crespí, Carles Castellanos y María Corrales.

## Relación con otras formaciones
Poble Lliure considera a la Candidatura d'Unitat Popular (CUP) como el punto de encuentro del independentismo rupturista,[cita requerida] apuesta por participar en espacios transversales del independentismo catalán como la Assemblea Nacional Catalana (ANC) y en las instituciones como medio necesario para alcanzar la independencia.
Comparte con Endavant, otra de las organizaciones independentistas que apoyan a la CUP, los cuatro ejes fundacionales (independencia, socialismo, feminismo y Países Catalanes) pero tienen modelos diferentes de entender la "unidad popular". Mientras Poble Lliure no abandona la idea de atraer a sectores críticos de ERC, de ICV o de los sindicatos mayoritarios, desde Endavant se apoya que la unidad popular se construya sobre la base de confluir con aquellos espacios que luchan en la calle desde una óptica anticapitalista, como son las plataformas de parados o contra la precariedad además de sindicatos rupturistas o antagonistas como en el caso de la CGT o la CNT.

## Elecciones al Parlamento de Cataluña de 2015
En las elecciones al Parlamento de Cataluña de 2015 Albert Botran, militante de Poble Lliure, fue elegido diputado en la lista la CUP por Barcelona.
El 5 de enero de 2016, tras la negativa de la CUP-Crida Constituent a facilitar la investidura de Artur Mas como presidente de la Generalidad de Cataluña, Poble Lliure emitió un comunicado señalando que era un grave error no facilitar la formación de gobierno e hizo autocrítica por reaccionar demasiado tarde cuando se veía que las negociaciones se estaban centrando de forma obsesiva en el nombre de una persona, lo que considera una perspectiva reduccionista.